# Arnold van Wyk
Arnold van Wyk   (Calvinia, 26 d'abril de 1916 - Stellenbosch, 27 de març de 1983) Va ser un compositor de música sud-africà, una de les primeres generacions notables d'aquests compositors juntament amb Hubert du Plessis i Stefans Grové. Malgrat les estrictes lleis imposades pel govern de l'Apartheid durant la seva vida, l'homosexualitat de van Wyk va ser ignorada per les autoritats durant tota la seva carrera a causa del caràcter nacionalista de la seva música.

## Primers anys de vida
Arnoldus Christiaan Vlok van Wyk va néixer el 26 d'abril de 1916 a la granja Klavervlei, no gaire lluny de Calvinia, una petita ciutat de la província del Cap Nord de Sud-àfrica. Era el sisè de vuit nens. La seva mare, Helena van Dyk, provenia d'una família benestant aparentment descendent del pintor de la cort del segle xvii Anthony van Dyck. La parella es va casar i es dedicava a l'agricultura, oferint esperances raonables de seguretat financera, però el pare de Van Wyk mai va ser un gerent eficient del negoci. Poc se sap sobre la seva infantesa, a part que la vida va ser difícil. Des del 1918, la família va lluitar econòmicament, el seu pare Arnoldus Christiaan Vlok van Wyk va abusar de la seva dona i dels seus fills. Diversos membres de la família, inclosa la mare i les germanes grans de Van Wyk, van demostrar talent musical però van tenir poca oportunitat per a l'educació musical.

## Educació musical
Van Wyk va prendre lliçons puntuals de piano de la seva germana favorita Minnie i aviat va "improvisar il·lustracions dramàtiques per a piano de les històries explicades per algú amb prou cor com per pagar-li sis penics".
Als 16 anys, Van Wyk va ser enviat al internat "Stellenbosch Boys" 'High School de Stellenbosch. Va prendre classes de piano primer del violoncel·lista Hans Endler i després de la senyoreta C.E. van der Merwe. La seva mare va morir a l'Hospital Somerset de Ciutat del Cap, seguida unes setmanes després per la mort de la seva germana gran, es va matricular als disset anys i va decidir passar l'any següent a preparar-se per a una beca de piano a l'estranger, un esforç que va resultar infructuós. Va ocupar un treball a Ciutat del Cap al departament de reclamacions d'una companyia d'assegurances. Es va posar en contacte amb Charles Weich, crític musical del diari africà Die Burger, que el va convidar a actuar per primera vegada en un concert d'obres "de compositors sud-africans desconeguts", organitzat per l'"Oranjeklub". Va portar un públic a les obres de Van Wyk i va proporcionar una veu al jove compositor.

## Aprenentatge de Londres
El 1938, Van Wyk va iniciar estudis dirigits a una llicenciatura a la Universitat de Stellenbosch. Va interrompre els seus estudis per estudiar a la Royal Academy of Music de Londres. Va ser el primer compositor sud-africà a rebre una beca "Performing Right" per estudiar-hi, concedida inicialment durant un any acadèmic. Van Wyk va rebre el permís per continuar els seus estudis fins al 1944. Mentre estudiava a la Royal Academy, Van Wyk va rebre nombrosos premis, inclosa la Medalla de "Wellingful Company of Musicians" de 1941, atorgada a l'estudiant més distingit de l'Acadèmia. Van Wyk tenia moltes preocupacions sobre la seva primera formació professional del seu professor de composició, Theodor Holland. Després d'uns mesos a la Royal Academy, Van Wyk va escriure en una carta:
| « | <Aquesta tarda, després d'haver fet una pràctica decent, he interpretat algunes de les meves peces anteriors: el "Nocturn", les "Bagatelles", la "Romanza" i la "Mazurka" i això m'ha posat en un bon estat sentimental i blau. Seria natural escriure una lletra blava, amb moments morats i cadències de malva, però faré el possible per no provocar-los això. El contacte amb els anglesos m'ha ensenyat la indecència de l'emoció; m'ha ensenyat que l'emoció nua és tan imperdonable com caminar pel carrer sense els pantalons. Encara no he decidit si sóc un home millor que he assimilat aquesta filosofia.> | » |

Durant el temps de Van Wyk a la Royal Academy, els seus treballs es van representar en diversos concerts estudiantils, inclòs el seu Concert per a violí, dirigit per Sir Henry Wood i interpretat per la seva companya estudiant Doreen Cordell el 1940. Per complementar els seus ingressos, Van Wyk va ocupar un treball a la recentment formada secció africana de la BBC, on va treballar com a locutor, traductor, dissenyador de programes i director de notícies durant la resta del seu temps a Londres. Amb aquesta cita de la BBC, va conèixer al compositor i musicòleg britànic Howard Ferguson, que va quedar "impressionat immensament per la bellesa i l'originalitat" de les seves obres. Des d'aquesta reunió es va desenvolupar una relació de tota la vida i va donar lloc a actuacions de diverses de les obres de Wyk en escenaris de tot el Regne Unit durant la seva estada de vuit anys.
La primera d'aquestes actuacions públiques va incloure els "Five Elegies for String Quartet" de Van Wyk, interpretats com a part dels coneguts Concerts de la Galeria Nacional. Altres obres interpretades van incloure les seves dues obres de duet de piano, "Three improvisations on Dutch Folksongs", i les variacions titulades "Poerpasledam", una corrupció africana del francès "pour passer le temps"). Altres obres interpretades durant l'estada de Van Wyk a Anglaterra de la seva Primera simfonia, també dirigida per Sir Henry Wood, com a part d'una emissió especial de la BBC en les celebracions del Dia de la Unió de Sud-àfrica el 1943, i de la Saudade per a violí i orquestra, originalment el moviment mitjà del Concert per a violí, interpretada per la violinista Olive Zorian en un concert del Promenade Albert Hall conduït per Sir Adrian Boult.
Alguns crítics van qüestionar la popularitat de Van Wyk amb el públic anglès i van argumentar que la BBC va promoure les seves obres com a part de la seva campanya més gran en nom dels afrikaners que formaven part de les Forces Aliades de la Segona Guerra Mundial.
Wyk va tornar a Sud-àfrica el 1946 després de la fi de la Segona Guerra Mundial.

## Retorn a Sud-àfrica
Quan Van Wyk va tornar a Sud-àfrica a principis de desembre de 1946, "va rebre una tornada molt acollidora". El seu retorn va suscitar un interès per contribuir a la música sud-africana, motivat per les preocupacions nacionalistes. Durant els propers dos anys, Wyk va treballar com a compositor i músic autònom i va realitzar diverses gires de recitals de piano a tota la Unió de Sud-àfrica, una sèrie de concerts organitzada per l'aleshores "Reddingsdaadbond, una organització creada el 1939 per promoure i invertir en projectes culturals a tot arreu. la Unió Els concerts van ser dissenyats per conrear la valoració de la música clàssica entre els afrikaners rurals.

## Nacionalisme musical
Nombrosos crítics musicals han posat en dubte l'"estil nacionalista" que apareix a les obres de van Wyk. En una conferència pública el 1955 per a la secció "Commonwealth de la Royal Society of Arts", el crític Stewart Hylton-Edwards va assenyalar que Van Wyk no seria capaç de "escriure música anglesa fins al final dels seus dies". Un altre argumenta que Van Wyk es va sentir explotat pels nacionalistes i que només es va preocupar per la seva contribució al procés de cultiu de la música d'art sud-africana. A Wyk li va agradar especialment les seves connexions amb la "South African Broadcasting Corporation" (SABC), que sovint li va encarregar obres i li va presentar les seves úniques oportunitats de retransmissió.
A Sud-àfrica, Van Wyk va continuar treballant en les seves "Kersfees Kantata" (Cantata de Nadal), un treball que havia començat a compondre a Londres que li va prometre seguretat financera amb les emissions anuals patrocinades per l'estat. Per evitar més connexions amb els nacionalistes afrikaners, Van Wyk va acceptar un nomenament com a professor de música a la Universitat angloparlant de Ciutat del Cap, un lloc que "prometia seguretat alhora que permetia un temps per a la composició i el piano". Va completar durant aquesta època la seva Segona simfonia (Sinfonia Ricercata), un treball per encàrrec del Festival Van Riebeeck de 1952, així com la seva obra orquestral "Rapsodie" (1951).
Diversos estudiosos defensen que les cançons de Van Wyk representen la seva obra més fina. Després de la seva Rhapsody va venir un important cicle de cançons "Van Liefde en Verlatenheid", elogiat pel crític Malcolm Rayment com "una de les contribucions més importants del nostre temps a la literatura de les cançons". La primera interpretació de "Van Liefde en Verlatenheid" va tenir lloc al Festival de Música de la Universitat de Ciutat del Cap el 1953. Van Wyk va tornar breument a Londres durant 1954-56 per a una sèrie de concerts. Durant aquest temps, va treballar principalment en una obra de piano a gran escala "Nagmusiek" en record del seu amic Noel Mewton-Wood, un pianista australià que es va suïcidar el 1953.
 Tot i que Van Wyk va compondre simplement perquè volia crear "coses boniques", la seva connexió amb les ideologies del nacionalisme afrikaner era inevitable. Al Festival de la Unió de Bloemfontein, el 1960, Van Wyk va escriure una de les seves obres més importants fins aleshores, la suite simfònica "Primavera", important per la seva durada i per la seva importància entre les seves obres orquestrals. Comprèn quatre moviments interpretats sense interrupcions, dels quals el tercer moviment utilitza àmpliament un minnelied (cançó de tema amorós), com el que va utilitzar el poeta alemany del segle xiii Neidhart von Reuental.
Cap al final de la seva carrera, Van Wyk es va sentir especialment atret per la idea de compondre obres vocals no acompanyades, com ara el seu "Aanspraak virrie latenstyd" (1973–83) i la seva "Missa in illo tempore" (1979). Va dir a un entrevistador: "En aquest moment això és el que més em desconcerta; la idea de la gent que canta sense instruments. Potser té alguna cosa a veure amb el lloc que va al món".

## Prominència
Durant el 1952, Van Wyk va ser membre de la "Royal Academy" i va realitzar diversos viatges a Europa. Entre actuacions importants fora del Regne Unit i Sud-àfrica es va incloure una actuació del seu "Eerste Strykkwartet" (Primer Quartet de corda) a Brussel·les per a la "International Society for Contemporary Music" el 1950 i una actuació del cicle de cançons "Van liefde en Verlatenheid" durant el Festival de la societat a Israel a 1954. Durant aquest festival van Wyk va rebre el premi "Jeunesses Musicales"". La interpretació del seu cicle de cançons al festival va ser tan ben rebuda que es va representar en diverses ocasions aquell mateix any als Països Baixos, Londres i Oslo. Van Wyk va ser doctor honorari en música per la Universitat de Ciutat del Cap el 1972 i per la Universitat de Stellenbosch el 1981.
Estil compositiu i desenvolupament
Malgrat els reconeixements i les aclamacions de la crítica que va rebre Van Wyk durant tota la vida per les seves obres, mai no conquistaria la seva autocrítica; per tant, la majoria de les obres de Van Wyk van ser revisades sovint després de la seva primera actuació. En total, excloses les obres revisades, Van Wyk va compondre un sol vint-i-set composicions durant la seva vida. Els desenvolupaments estilístics més fonamentals de Van Wyk es van donar forma a Europa durant la seva joventut. Com van fer molts dels contemporanis de Van Wyk de l'època, va considerar que la talla de qualsevol compositor, i més important, d'un compositor de Sud-àfrica, havia de ser mesurat pel paisatge europeu de mèrits artístics i valors estètics. Howard Ferguson, de la seva ètica laboral, va dir: "És un treballador lent i minuciós, també extremadament autocrític, com es pot observar en el seu costum de revisar les obres després de la seva primera interpretació, o fins i tot retirar-les del tot. De vegades, algú es pregunta si no és apte per ser massa autocrític".

Els primers idiomes musicals de Van Wyk reflectien les tradicions musicals romàntiques tardanes i són tonals i 'neoromàntics'. Van Wyk era conscient de les limitacions estilístiques de la seva pròpia música, però també va seguir els anomenats desenvolupaments compositius europeus "postmoderns", amb compositors com Hindemith, Stravinsky i Schoenberg.

Durant una entrevista SAUK el 1972, Van Wyk va explicar el següent:
| « | <Baiekeer dink ek my musiek is min of Romanties en tradisioneel... en observator mark is daar nou eintlik daarvoor? Moltes vegades crec que la meva música és més o menys romàntica i tradicional ... i quin mercat hi ha ara? | » |

 Els seus desenvolupaments compositius van canviar radicalment quan va rebre instruccions formals en composició, com s'ha esmentat anteriorment, a la RAM, Regne Unit. Va rebutjar les tradicions dels seus contemporanis anglesos, com Britten i Walton, i va seguir els seus instints musicals, ja que Van Wyk recorda que els seus mètodes compositius es feien de manera instintiva, per tant sense explicar cada pas de manera lògica.
 Com a pianista de concerts i seguidor de les ideologies romàntiques, Van Wyk es va interessar aviat per les obres de piano de compositors com les obres tardanes de Beethoven, Chopin i Liszt. Aquesta "falta d'una forta direcció creativa interior" també es palesa en l'ús freqüent de van Wyk de "l'ús freqüent de material importat de diversos tipus com a punts bàsics de partida per a un tractament musical posterior".
Durant la seva estada al Regne Unit, i gràcies a la seva amistat amb Ferguson, Van Wyk es va socialitzar amb els gustos de Ralph Vaughan Williams i Gerald Finzi, tots dos seguint l '"onada" dels idiomes tonals post-Elgar. Poc després, es va interessar per les tècniques compositives de Benjamin Britten, que va seguir els models de compositors com Igor Stravinsky, Alban Berg i Gustav Mahler. El que més va atraure a Van Wyk va ser la capacitat de Britten de compondre música que reflectia les idees del comentari social.
Un altre factor del desenvolupament compositiu de van Wyk va ser el seu intens amor i interès per la literatura i la poesia. Com que crear “coses boniques” li preocupava principalment, sovint incloïa diversos poemes o expressions artístiques en les seves composicions de figures destacades com N.P. van Wyk Louw i W.E.G. Llow. Va utilitzar sovint la poesia i la literatura com a punt de partida per a l'establiment de títols compositius: Four Weird Songs, Van Liefde i Abandonment i Five Elegies for Quartet String. Els textos que Van Wyk va seleccionar per a les seves composicions representaven sovint sentiments nostàlgics, sovint les expressions del pessimisme o la indicació de l'aïllament.

## Llegat
La música de Van Wyk poques vegades s'interpreta en l'entorn sud-africà post-apartheid. Després de la seva mort el 1983, diversos estudiosos van publicar homenatges per felicitar el compositor per la seva contribució a la música d'art sud-africana. Alguns d'aquests homenatges van emfasitzar com les composicions de Van Wyk reflectien la ideologia del nacionalisme afrikaner. Altres comentaris analítics situen les seves obres en context en el desenvolupament compositiu del compositor. Hi ha hagut pocs intents de situar les obres dins d'un context més gran de desenvolupament compositiu en un context específicament sud-africà, degut en gran manera a un estil individual que no es classifica fàcilment.
En un homenatge a Van Wyk després de la seva mort, el musicòleg sud-africà Jacques Pierre Malan va escriure que la creació d'una música d'art abstracte sud-africana "va ser obra d'un home, el profeta de la música sud-africana, Arnold van Wyk. Va ser el nostre primer mestre sobirà del so, el primer que va cridar l'atenció a l'estranger com a artista creatiu, el primer que va crear a nivell local, entre tots els mestres estrangers, la possibilitat d'establir una música pròpia de la màxima qualitat, la primera que va aconseguir que els èxits musicals comptessin. com tots els altres èxits, per citar només alguns dels "primers".
El 2014, el musicòleg sud-africà Stephanus Muller va publicar "Música nocturna", que ofereix tant anàlisis acadèmiques com interpretacions ficcionades de la vida i les obres d'Arnold van Wyk. Muller va rebre el "Premi UJ per a una novel·la de debat" el 2015 per la seva publicació.
La música de Van Wyk ha guanyat popularitat en els darrers anys a tota la Ciutat del Cap i ha estat interpretada pel compositor i músic local, Liam Pitcher.
El departament de musicologia de la Universitat de Stellenbosch va afegir un curs de música sud-africà al currículum el 2017 que estudia treballs de Van Wyk, Hendrik Hofmeyr, William Henry Bell, Jeanne Zaidel-Rudolph i Andile Khumalo.